# Domus Aurea (vestibolo e stagno)
Faceva parte della Domus Aurea nell'area del vestibolo e dello stagno. Era costituita da un padiglione indipendente, fatto costruire da Nerone dopo il grande incendio di Roma del 64. In seguito fu demolita e sull'area venne prima costruito l'anfiteatro Flavio, sotto Vespasiano, e poi il tempio di Venere e Roma, da Adriano. Si trattava della parte pubblica della nuova residenza neroniana.
Il Carandini ritiene che la domus Aurea non fosse altro che il proseguimento della costruzione (progettata e in parte già realizzata prima dell'incendio del 64 d.C.) della domus Transitoria (da non confondersi con quella sul Palatino). Essa era costituita da due corpi principali: 
- il primo era posto tra vestibulum e stagnum, che rappresentava la parte pubblica;
- il secondo sul monte Oppio, che costituiva la parte privata.[3]

## Struttura
Riguardo alla parte principale della domus Aurea, quella pubblica (publica), il Carandini prova ad interpretare il famoso passo di Svetonio, che vedrebbe questa parte suddivisa in: 
- un vestibulum, all'interno del quale troviamo il famoso colossus;
- un porticus triplex, lungo un miglio romano;
- uno stagnum circondato da edifici a forma di città;
- una campagna costituita da campi, vigneti, pascoli e boschi con moltissimi animali.[5]

La parte publica, in particolare il padiglione che si affacciava sullo stagno, aveva la forma di una villa marittima e fu probabilmente, secondo il Carandini, utilizzata per regalare al popolo di Roma i piaceri, una volta riservati alla sola aristocrazia e ai ricchi, elevando così la gente comune, il popolino, alla dignità degli amici del principe. Ovvio che questa zona non fosse proprio Baia, ma la ricchezza della sua struttura e degli addobbi, oltre all'enorme "mare" artificiale (lo stagnum), davano l'illusione di trovarsi in un paradiso marittimo, all'interno di Roma.

### Vestibolo e Colosso
Si accedeva a questa parte occidentale della villa dalla Via Sacra, il cui livello stradale venne innalzato ed ampliato fino a 20/30 metri di larghezza. Ai lati della via furono costruiti degli ampi portici scenografici, di cui restano ancora le fondamenta. Questa ampia via conduceva al vestibolo della domus Aurea, che sorgeva dove oggi si trova il tempio di Venere e Roma. Dai rilievi archeologici, infatti, alcuni resti di età neroniana sono stati individuati soprattutto sul lato meridionale del grande edificio di culto, lungo la strada che dal Colosseo porta all'Arco di Tito. Oltre a questi ritrovamenti, alcune strutture, rinvenute nella piazza del Colosseo, sono state messe in relazione con la dimora neroniana. Si tratterebbe della parte orientale del vestibolo e di un corpo residenziale che si affacciava sul vicino ed ampio stagno. Le fondazioni di queste strutture, raggiungono larghezze notevoli tra i 2,40 e i 3,85 metri, adatte a sostenere un palazzo di importanti dimensioni, più che terrazze e portici.
Attorno alla Domus Aurea vi era un porticato che, come riferisce Svetonio, era a tre ordini di colonne e misurava complessivamente un miglio (1.482 metri).
Van Deman e Clay ipotizzano che il porticato, costituito da arcate, partisse dalla Regia lungo un percorso rettilineo (in questo modo il percorso della via Sacra veniva raddrizzato) e svoltava ad angolo retto proseguendo lungo il Clivus Palatinus, per terminare sulla sommità del Palatino, in corrispondenza dell'Area Palatina- Il grandioso atrio (vestibulum) su tre piani sembra che fosse dotato di robuste ed ampie fondazioni a camera, rinvenute negli scavi archeologici della parte sud-est.
Dal Clivus Palatinus verso est si estendeva il Vestibulum, o cortile d'ingresso, ubicato sulla sommità della Velia, che costituiva l'accesso principale al complesso della Domus Aurea, accesso che avveniva dal Foro Romano.
Nerone commissionò una colossale statua in bronzo di 119-120 piedi (pari a circa 35,5 metri), raffigurante se stesso, vestito con l'abito del dio-sole romano Apollo, il Colossus Neronis, che fu posto al centro del Vestibulum. Fu commissionato, secondo quanto ci tramanda Plinio il Vecchio, allo scultore greco Zenodoro.
Nerone volle infatti rappresentare se stesso come il dio Sole e come l'artefice di una nuova età dell'oro: 
(Tacito, Annali, XVI, 2.2.)
La residenza dell'imperatore diventa pertanto la reggia del Sole che risplende d'oro, come dimostrano le descrizioni tramandate dalle fonti, secondo le quali la nuova dimora era ricoperta d'oro e di gemme, oltre al fatto che anche i dati archeologici confermano un uso diffuso della foglia d'oro su affreschi e stucchi.
La statua bronzea si ispirava probabilmente al Colosso di Rodi, e rappresentava Nerone come il dio Sole, con il braccio destro in avanti (appoggiato, in epoca commodiana ad una clava, e successivamente ad un timone), il braccio sinistro piegato per reggere un globo terrestre. Sulla testa portava come copricapo una corona composta da sette raggi, lunghi ciascuno 6 metri. Queste raffigurazioni ci sono state tramandate attraverso le monete di Alessandro Severo e Gordiano III. Plinio aggiunge che «l'imperatore Nerone ordinò un ritratto su tela di dimensioni colossali pari a 120 piedi, e quindi similari al Colosso in bronzo, cosa inimmaginabile fino a quel tempo. Questa pittura, una volta ultimata negli Horti Maiani, venne colpita da un fulmine e arse con la parte più bella di questo giardino».
In seguito, il colosso fu riadattato con le teste di vari imperatori successivi (oppure con il dio Sole da parte di Vespasiano o con Ercole sotto Commodo), prima che Adriano lo spostasse per far posto al tempio di Venere e Roma. Contemporaneamente il Vestibulum fu distrutto.
La statua venne probabilmente distrutta durante le prime invasioni gotiche (410 d.C.), ma fu ricordata per tutto il medioevo, tanto da dare nome di "Colosseo" al vicino anfiteatro Flavio. Nel 1933 venne, infine, demolito il suo basamento in mattoni, fatto costruire da Adriano per il suo spostamento dal Vestibulum.

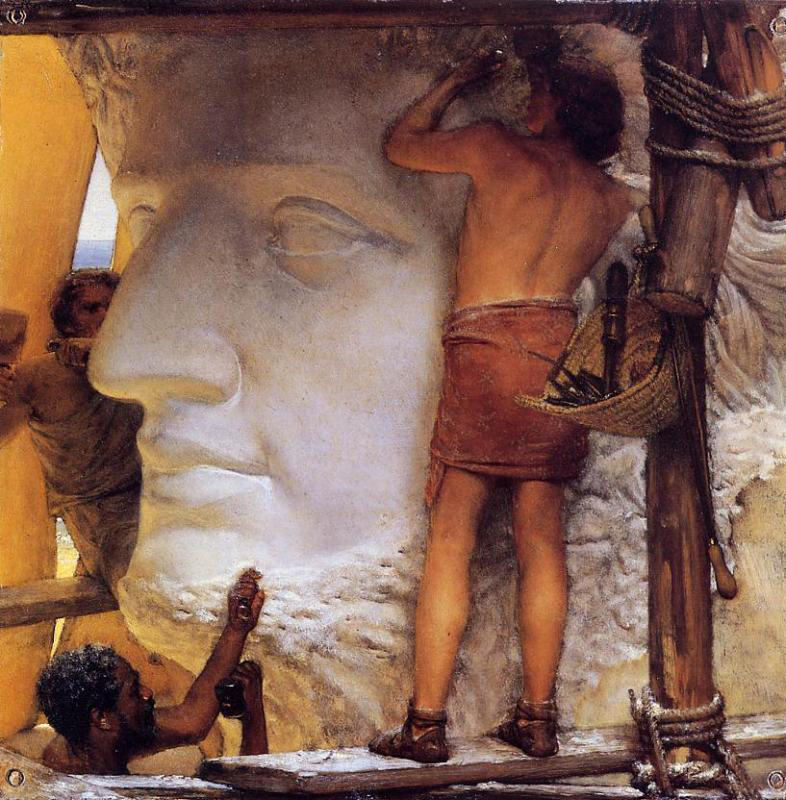
Il lavoro di alcuni scultori al colosso di Nerone, da un dipinto di Lawrence Alma-Tadema (1877).

### Stagno con portico eCenatio
Nell'avvallamento compreso fra Velia, Celio e Oppio probabilmente già esisteva uno stagno naturale alimentato da un piccolo corso d'acqua che scorreva tra Celio e Oppio. Nerone monumentalizzò il bacino, circondandolo di edifici, tanto che Svetonio lo comparava a un mare circondato da una città. Inoltre, incrementò l'afflusso di acqua facendovi giungere acqua dell'Aqua Claudia tramite il ninfeo posto sul fianco del podio del tempio del Divo Claudio, sul Celio.
Era al centro della Domus Aurea e sicuramente ne era uno degli elementi più caratteristici. Il Carandini non esclude che al centro del grande stagno vi fosse poi una grande imbarcazione, posta per permettere a Nerone e agli amici più intimi di banchettare durante le sue feste, come aveva già fatto in Trastevere e nel Campo Marzio prima della costruzione della domus Aurea. Gli invitati erano accolti nel vestibulum, poi negli atria e nello stagnum, i cui portici dovevano estendersi per una lunghezza complessiva di un miglio romano, misura che appare in linea con le ricostruzioni di questo importante archeologo.
Sembra che la prima parte ad essere demolita della domus Aurea sia stata quella riguardante lo stagno. Fu Vespasiano a destinare nuovamente l'acqua dell'acquedotto di Claudio all'uso pubblico. Questo princeps fece drenare il bacino e sul suo sito edificò l'Anfiteatro Flavio.
Nella parte occidentale di quest'area, dove più tardi fu eretto il tempio di Venere e Roma, è stato rinvenuto agli inizi degli anni 2000 un nucleo edilizio, destinato a sorreggere una serie di terrazze che fungevano da collegamento tra il vestibolo e lo stagno, e che alcuni hanno ipotizzato di epoca neroniana. Era costituito da un ambiente circolare coperto a cupola, preceduto da un portico tetrastilo, a cui si accedeva da un lungo criptoportico.
Svetonio aggiunge nella descrizione della villa che:
(Svetonio, Nerone, 31.2.)

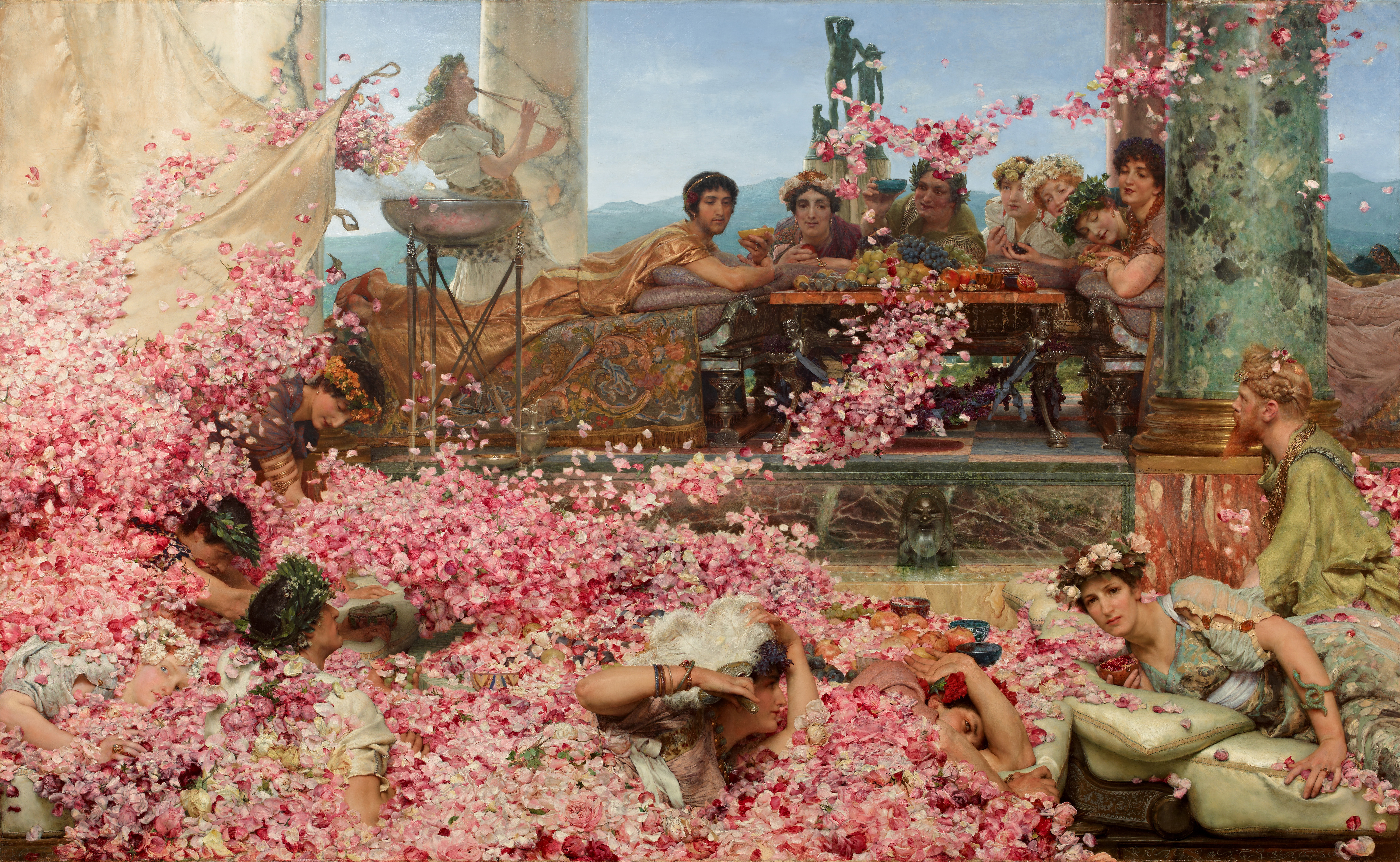
Nel dipinto Le rose di Eliogabalo di Lawrence Alma-Tadema (1888), viene rappresentata una tipica cenatio di un imperatore romano.

Vasta è la letteratura che ha affrontato il problema della sala da pranzo rotonda e ruotante. Al momento però nessuno è riuscito a riconoscere una struttura del genere nell'edificio dell'Oppio-Esquilino, dove la sala principale risulta avere una forma di ottagono tronco. Il Carandini si chiede allora in quale edificio residenziale della domus Aurea possiamo immaginarla. La risposta appare sufficientemente evidente: l'edificio in questione sarebbe da ricercarsi nel complesso vestibulum-stagnum, e si affacciava su quest'ultimo. Questa sala da pranzo rotonda girava, secondo quanto ipotizza il Carandini, non tanto nel pavimento, quanto nella cupola, in modo da sembrare il cielo. Ciò viene dedotto dagli scritti di Marco Terenzio Varrone e da Petronio nella «Cena di Trimalcione», dove gli schiavi muovevano la parte interna della cupola da sopra, in modo similare a quanto accadeva per le macine. Allo stesso modo questo genere di meccanismo potrebbe essere stato utilizzato anche per la cupola sull'Oppio, come se ne dedurrebbe dalle rotaie scoperte sopra il bordo della sala ottagona. Questi planetari astronomici potrebbero essere stati, infine, progettati da Leonida di Alessandria, il quale aveva regalato a Poppea un globo celeste.
Si tramanda che gli architetti Celere e Severo avessero creato un ingegnoso meccanismo, mosso da schiavi, che faceva ruotare il soffitto della cupola come i cieli dell'astronomia antica, mentre veniva spruzzato profumo insieme a petali di rosa che cadevano sui partecipanti al banchetto.
«Nerone tenne le feste migliori di tutti i tempi», spiegò l'archeologo Wallace-Hadrill ad un giornalista alla riapertura della Domus Aurea nel 1999, dopo anni di chiusura per restauri. «Trecento anni dopo la sua morte, durante gli spettacoli pubblici, venivano ancora distribuiti gettoni con la sua effigie — un "souvenir" del più grande showman di tutti». Nerone, ossessionato dal suo status d'artista, certamente guardava alle sue feste come opere d'arte.

## Strutture successive
In seguito alla Damnatio memoriae di Nerone, le superfici appartenenti alla Domus Aurea furono destinate a nuovi utilizzi, demolendo o sotterrando edifici (ad esempio il Vestibulum), colmando lo stagno per edificare un anfiteatro, aprendo nuovamente l'area alla viabilità ordinaria, permettendo così il ricongiungimento dei quartieri centrali con quelli più esterni del Celio e dell'Esquilino. Sulla Velia, in luogo del Vestibulum, Adriano edificò il tempio di Venere e Roma. Nella valle fra i colli, in prossimità dell'anfiteatro Flavio furono pure edificati i Ludi, palestre per l'allenamento dei gladiatori, dei quali il più celebre era il Ludus Magnus.

### Colosseo

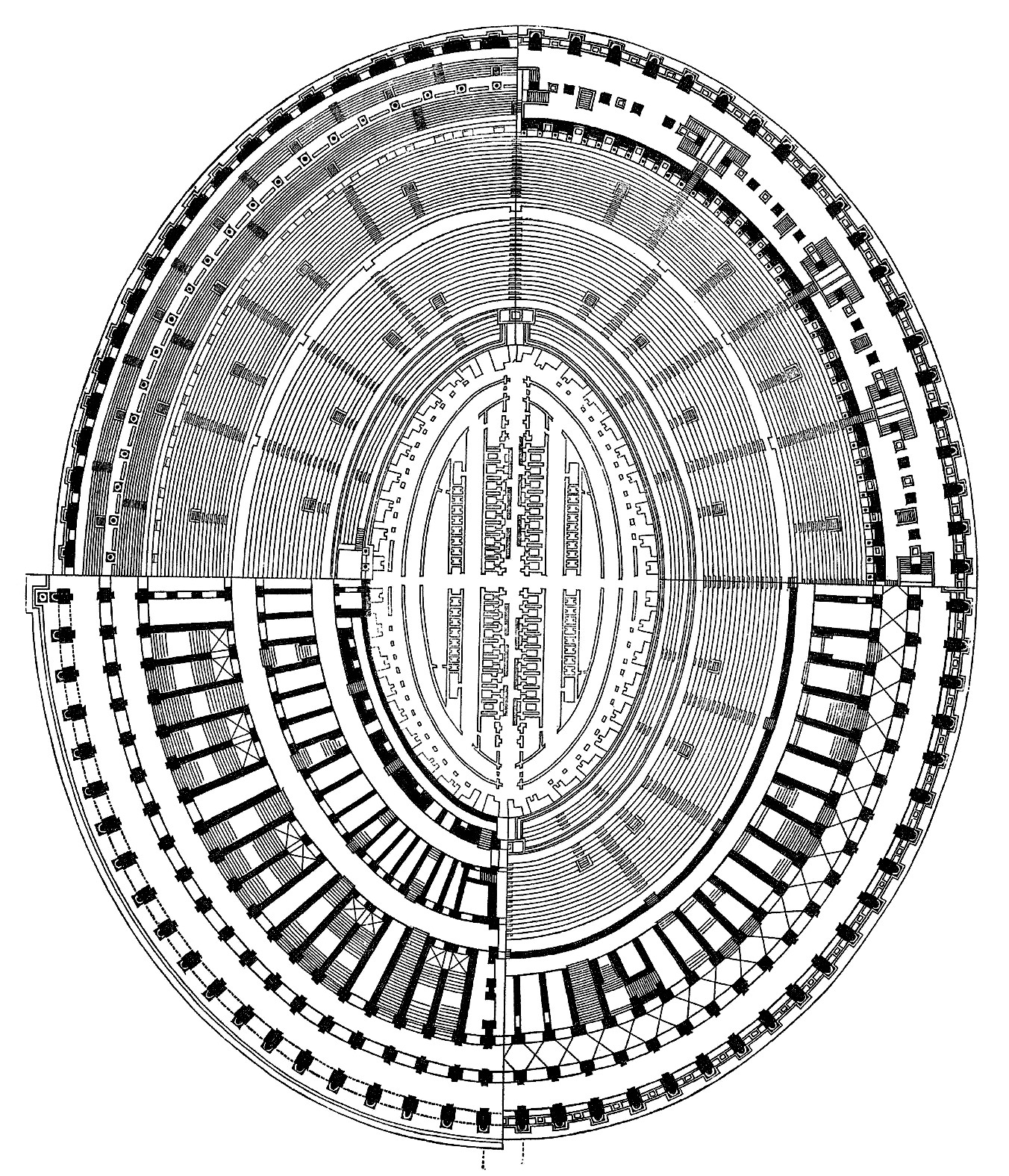
Pianta dell'anfiteatro Flavio

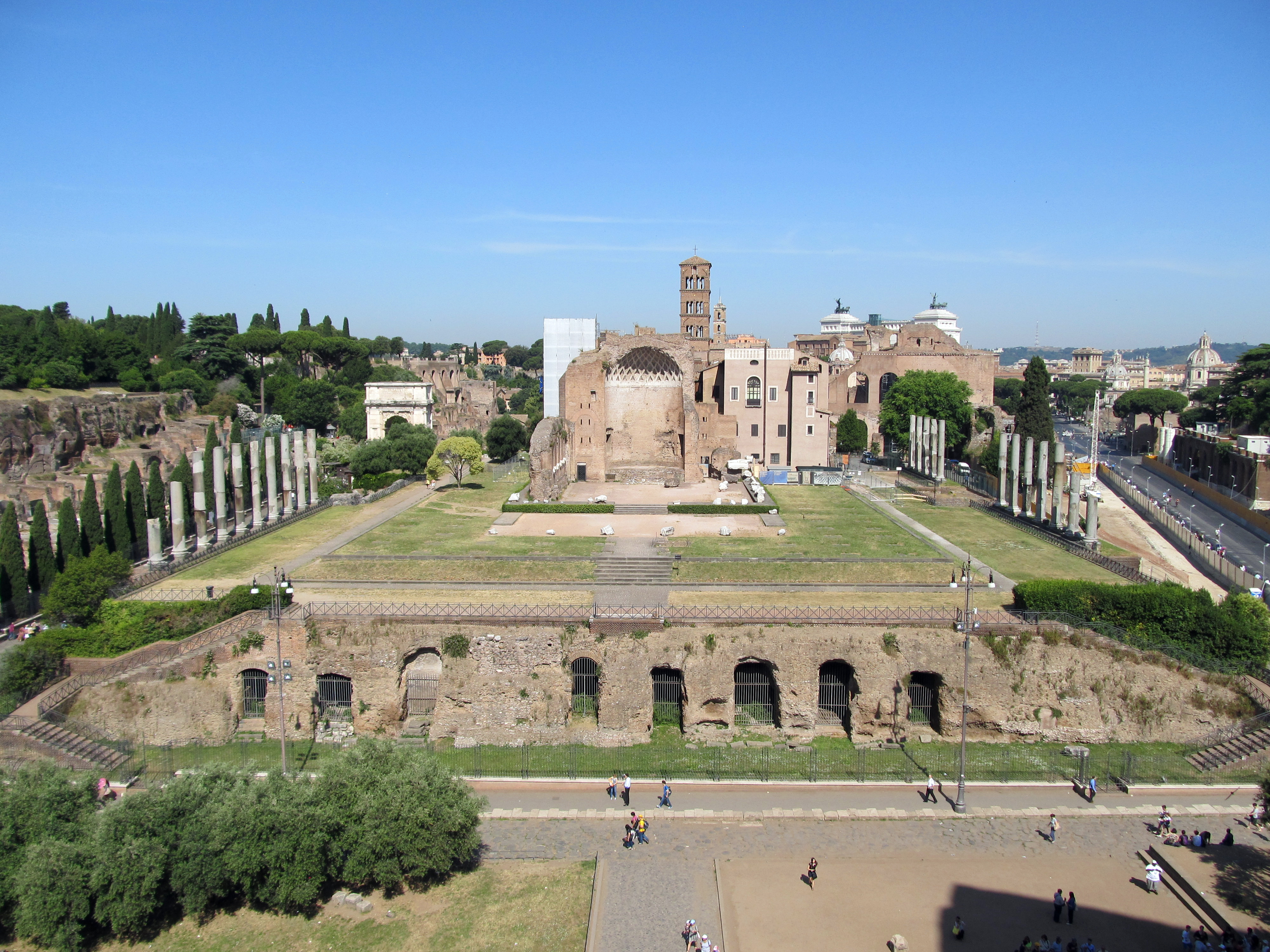
Resti del tempio di Venere e Roma

Nel 72 l'imperatore Vespasiano, della dinastia flavia, fece avviare i lavori di costruzione di un nuovo anfiteatro nella vallata tra la Velia, il colle Oppio e il Celio, in cui si trovava lo stagnum della Domus Aurea, citato dal poeta Marziale. L'edificio era il primo grande anfiteatro stabile di Roma, dopo due strutture minori o provvisorie di epoca giulio-claudia (l'amphiteatrum Tauri e l'amphiteatrum Caligulae) e dopo ben 150 anni dai primi anfiteatri in Campania. I lavori furono finanziati, come altre opere pubbliche del periodo, con il provento delle tasse provinciali e il bottino del saccheggio del tempio di Gerusalemme (70 d.C.).
Lo specchio d'acqua fu ricoperto da Vespasiano con un gesto "riparatorio" contro la politica del "tiranno" Nerone che aveva usurpato il terreno pubblico, destinandolo ad uso proprio, rendendo così evidente la differenza tra il vecchio ed il nuovo principato. Vespasiano fece dirottare le Aquae Neronianae nell'acquedotto per uso civile, bonificò il lago e vi fece gettare delle fondazioni, più resistenti nel punto in cui sarebbe dovuta essere edificata la cavea.
Le fondazioni sono costituite da una grande platea in tufo di circa 13 m di spessore, foderata all'esterno da un muro in laterizio. Sopra la platea fu posta una piattaforma in travertino, sopraelevata rispetto all'area circostante, su cui fu edificato l'anfiteatro.
La struttura portante è costituita da pilastri in blocchi di travertino, collegati da perni: dopo l'abbandono dell'edificio si cercarono questi elementi metallici per fonderli e riutilizzarli, scavando i blocchi in corrispondenza dei giunti: a questa attività si devono i numerosi fori ben visibili sulla facciata esterna. I pilastri erano collegati da setti murari in blocchi di tufo nell'ordine inferiore e in laterizio superiormente. La struttura era sorretta da volte e archi, sfruttati al massimo per ottenere sicurezza e praticità. All'esterno è usato il travertino, come nella serie di anelli concentrici di sostegno alla cavea. In queste pareti anulari si aprono vari archi, decorati da paraste che li inquadrano. Le volte a crociera (tra le più antiche del mondo romano) sono in opus caementicium e spesso sono costolonate tramite archi incrociati in laterizio, usato anche nei paramenti. I muri radiali, oltre i due ambulacri esterni, sono rafforzati da blocchi di tufo.
Vespasiano vide la costruzione dei primi due piani e riuscì a dedicare l'edificio prima della propria morte nel 79.

### Tempio di Venere e Roma
Dove si trovava il sito del vestibulum, l'atrio della Domus Aurea, l'imperatore Adriano decise la costruzione del Tempio di Venere e Roma. Il nuovo edificio fu edificato su un podio artificiale di 145 x 100 metri. Fu inaugurato il 21 aprile del 135 d.C. Ideatore fu lo stesso imperatore. Si procedette così a spostare la statua colossale di Nerone nei pressi dell'anfiteatro Flavio con l'aiuto di ventiquattro elefanti, dedicandola ora al dio Sole.